# Medos

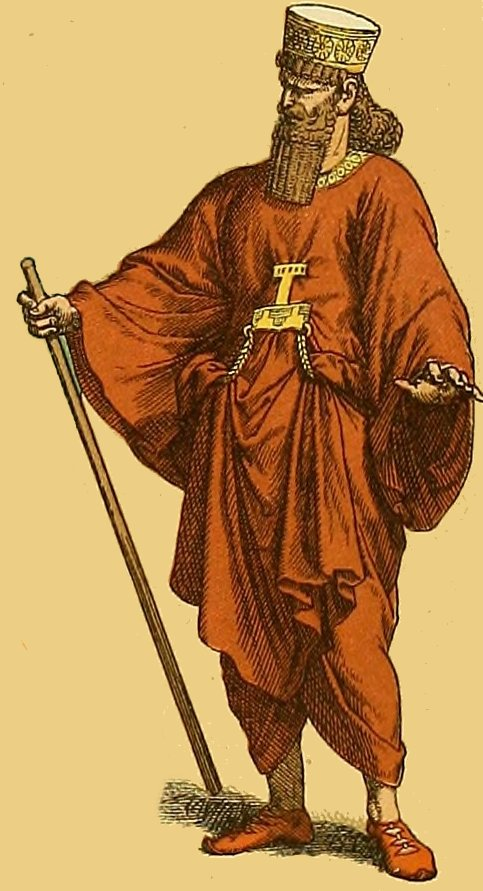
Representação artística de um homem medo

Os medos foram uma das tribos de origem ariana que migraram da Ásia Central para o planalto iraniano durante a Antiguidade. Os medos são creditados com a fundação do primeiro império iraniano da história, o Império Medo, com seus domínios supostamente se estendendo do rio Hális à Ásia Central. A língua que utilizavam pertencia ao tronco indo-europeu, e em termos étnicos, raciais, linguísticos e religiosos, estavam estreitamente relacionados com os persas. Essa proximidade com os persas levou os autores gregos a ocasionalmente encontrarem dificuldades em diferenciá-los, o que é evidenciado pela referência às "Guerras Médicas".
Após a queda da Assíria no final do século VII a.C., os medos desempenharam um papel geopolítico significativo no Oriente Médio exercendo domínio sobre outros povos, como os persas e os partas. Também mantinham um exército baseado em infantaria armada com espadas de ferro e escudos, arqueiros e cavaleiros com lanças. Atualmente, os curdos declaram ser os atuais descendentes dos medos.

## Geografia
Os medos habitavam na antiga região da Média, localizada ao oeste e ao sul do mar Cáspio, separada da costa daquele mar pela cordilheira do Elburz. No noroeste, se estendia além do lago Úrmia até o vale do rio Araques, ao passo que no seu termo oeste os montes Zagros serviam de barreira entre a Média e a terra da Assíria, e as baixadas do rio Tigre; ao leste ficava uma grande região desértica, e ao sul o país de Elão.
A terra dos medos era um planalto montanhoso com a altitude média de 900 a 1 500 metros acima do nível do mar. Uma parte considerável desta terra é uma estepe árida, onde há pouca precipitação pluvial, embora haja planícies férteis muito produtivas. A maioria dos rios flui para o grande deserto central, onde suas águas se dissipam em brejos e pântanos que secam no verão quente e deixam depósitos de sal. As barreiras naturais tornavam a defesa relativamente fácil. A cordilheira ocidental é a mais elevada, com numerosos picos de mais de 4 270 m de altitude, mas o cume mais elevado, o monte Demavend (5 771 m) se encontra na cordilheira do Elburz, perto do mar Cáspio.

## Economia
A maioria das pessoas viviam em pequenas aldeias ou eram nômades, e a principal ocupação era a criação de gado. A excelente raça de cavalos criada pelos medos era um dos principais prêmios procurados pelos invasores. Rebanhos e manadas de ovelhas, cabras, jumentos, mulas e vacas também pastavam nos pastos dos altos vales. Em relevos assírios, os medos são às vezes representados usando o que parece serem capas de pele de ovelhas sobre as suas túnicas, e com botas altas com cordões. Esse era o equipamento necessário para o trabalho pastoril nos planaltos, onde os invernos traziam neves e intenso frio. A evidência arqueológica mostra que os medos possuíam hábeis trabalhadores em bronze e ouro.

## História

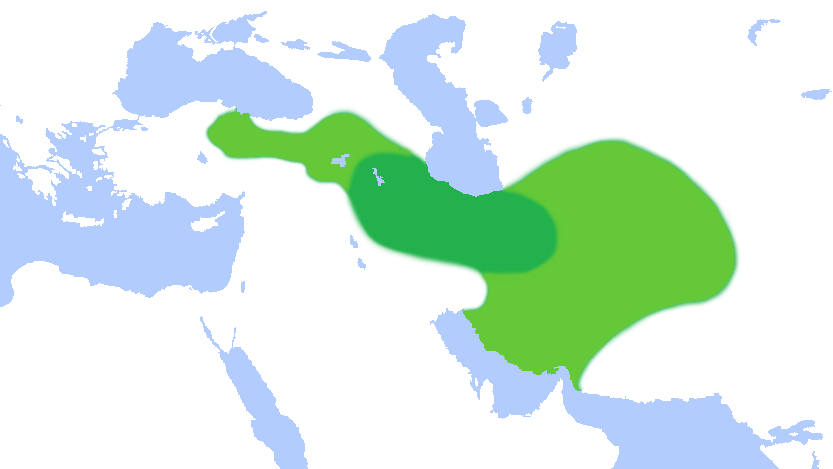
Mapa do Império Medo em sua maior extensão sob Astíages

Os medos não deixaram fontes escritas, razão pela qual a sua língua e as suas estruturas sociais, econômicas e políticas são desconhecidas. O que se sabe deles deriva do registro bíblico, de textos assírios e também dos historiadores gregos. As informações disponíveis acerca dos medos são, por vezes, contraditórias. Heródoto, por exemplo, não faz diferença entre os medos e os persas, chamando as guerras entre gregos e persas de Guerras Médicas, como se os dois povos fossem apenas um.
Os medos parecem ter-se constituído em numerosos pequenos reinos sob chefes tribais, e os jactanciosos relatos dos imperadores assírios Samsiadade V, Tiglate-Pileser III e Sargão II referem-se às suas vitórias sobre certos chefes de cidade da distante terra dos medos. Depois da vitória  sobre o Reino de Israel, em 722 a.C., os israelitas foram enviados ao exílio em lugares na Assíria e "nas cidades dos medos", algumas delas sendo então vassalas da Assíria.
Os esforços dos assírios de subjugar "os insubmissos medos" continuaram sob o rei assírio Assaradão, filho de Senaqueribe, e evidentemente contemporâneo do Rei Manassés, de Judá (r. 716–662 a.C.). Numa das suas inscrições, Assaradão fala de:
| “ | um distrito na borda do deserto de sal, que jaz na terra dos distantes medos, na beirada do monte Bikni, o monte de lápis-lazúli, [...] poderosos chefes que não se haviam submetido ao meu jugo, — eles mesmos, junto com seu povo, seus cavalos de montaria, seus bois, suas ovelhas, seus jumentos e seus camelos (bactrianos), — enorme despojo, eu levei à Assíria [...] Meu tributo e meu imposto reais eu lhes impus, anualmente. | ” |

Segundo o historiador grego Heródoto (I, 96), os medos tornaram-se um reino unido sob um governante chamado Déjoces. Alguns historiadores modernos acreditam que Déjoces seja o governante chamado Daiaukku nas inscrições. Ele foi capturado e deportado para Hamate, por Sargão II, em resultado duma incursão assíria na região da Média. Todavia, a maioria dos peritos acha que foi só no tempo de Ciaxares (neto de Déjoces, segundo Heródoto [I, 102, 103]) que os reis da Média começaram a se unir sob determinado governante. Mesmo então talvez fossem apenas como os pequenos reis de Canaã, que às vezes lutavam sob a direção de determinado rei, embora ainda mantivessem um considerável grau de independência.
Os medos haviam aumentado em força apesar das incursões assírias, e começaram a ser então os rivais mais perigosos da Assíria. Quando Nabopolassar, de Babilônia, pai de Nabucodonosor II, se rebelou contra a Assíria, Ciaxares, o medo, juntou suas forças às dos babilônios. Depois de os medos capturarem Assur, no décimo-segundo ano de Nabopolassar (634 a.C.), Ciaxares (chamado Umakistar nos registros babilônicos) reuniu-se com Nabopolassar junto à cidade capturada, e eles “estabeleceram uma entente cordiale [entendimento cordial]," Beroso (conhecido através de Polistor e Abideno, ambos citados por Eusébio) diz que o filho de Nabopolassar, Nabucodonosor, casou-se com a filha do rei medo, o nome dela sendo Amitis. Os historiadores discordam, porém, quanto a se Amitis era filha de Ciaxares, ou do filho deste, Astíages.
Os medos exerceram pressão sobre a Assíria, com ataques e invasões às terras ao norte da Mesopotâmia. Alguns arqueólogos concordam que o desgaste causado pelas disputas de terras com os medos tenha contribuído para a rápida dissolução do império assírio e a ascensão do Império Neobabilônico de Nabucodonosor II. Os medos ainda travaram um longo conflito com a Lídia pelo controle da Anatólia, até que, em meados do século VI a.C., Ciro, o Grande, rei dos persas, rebelou-se contra o seu avô, o rei medo Astíages, derrotando-o e capturando-o. Os medos viram-se então sujeitos a seus parentes próximos, os persas. No novo império que se seguiu à derrocada dos medos, estes mantiveram-se em posição proeminente, considerados como iguais aos persas na guerra e nas honrarias. O cerimonial da corte meda foi adotado pelos novos soberanos persas, os quais residiam em Ecbátana nos meses de verão. Muitos nobres medos eram empregados como funcionários, sátrapas e generais.
Em 334 a.C., Alexandre, o Grande obteve suas primeiras vitórias decisivas sobre as forças persas, e em 330 a.C. ocupou a Média. Após a sua morte, a parte meridional da Média passou a fazer parte do Império Selêucida, ao passo que a parte setentrional tornou-se um reino independente. Embora a Média fosse dominada ora pelos partas, ora pelo Império Selêucida. Estrabão, geógrafo grego, indicou que uma dinastia dos medos continuou no século I d.C.

## Na Bíblia
De acordo com a Tabela das Nações esposada por intérpretes literalistas da Bíblia, Madai foi o terceiro filho de Jafé, filho de Noé. Madai foi o ancestral dos medos; a palavra Madai  é utilizada em monumentos assírios para designar os medos. Em Jerusalém, em Pentecostes do ano 33 d.C., estavam presentes medos, junto com partas, elamitas e pessoas de outras nacionalidades. Visto que são chamados de "judeus, homens reverentes, de toda nação", talvez fossem descendentes dos judeus exilados em cidades dos medos, após a conquista assíria de Israel, ou talvez alguns fossem prosélitos da crença judaica.

## Curdos e medos
O historiador e linguista russo Vladimir Minorsky sugeriu que os medos, que habitavam a região onde os curdos formam a maioria atualmente, poderiam ter sido os antepassados dos curdos modernos. Ele também afirma que os medos que invadiram a região no século VIII a.C. tinham semelhanças linguísticas com os curdos. Essa visão foi aceita por muitos nacionalistas curdos no século XX. No entanto, Martin van Bruinessen, um estudioso holandês, argumenta contra a tentativa de considerar os medos como ancestrais dos curdos.
"Embora alguns intelectuais curdos afirmem que seu povo descende dos medos, não há evidências que permitam tal conexão ao longo da considerável lacuna temporal entre a dominação política dos medos e a primeira menção dos curdos" - van Bruinessen
Gernot Ludwig Windfuhr, professor de Estudos Iranianos, identificou as línguas curdas como sendo de origem parta, embora com um substrato da língua meda. David Neil MacKenzie, uma autoridade na língua curda, afirmou que o curdo estava mais próximo do persa e questionou a visão "tradicional" de que o curdo, devido às suas diferenças em relação ao persa, deveria ser considerado uma língua iraniana do noroeste. O curdólogo e iranólogo Garnik Asatrian afirmou que "os dialetos iranianos centrais, e principalmente aqueles da área de Kashan em primeiro lugar, bem como os dialetos Azari (também chamados de Tati do Sul), são provavelmente os únicos dialetos iranianos que podem pretender ser os descendentes diretos da língua meda... Em geral, a relação entre curdo e medo não é mais próxima do que as afinidades entre este último e outros dialetos do noroeste - balúchi, talishi, sul do Cáspio, zaza, gurani, curdo (soranî, kurmancî, kelhorî)". Asatrian também afirmou que "não há motivos sérios para sugerir uma afinidade genética especial dentro do iraniano do noroeste entre esta antiga língua [meda] e o curdo."

## Cronologia
- 700 a.C. - Déjoces se torna rei dos medos e começa à unificar algumas tribos medas.
- 678 a.C. - Déjoces morre, e é sucedido por seu filho Fraortes.
- 672 a.C. - Revolta contra os assírios liderada por Fraortes/Castariti.
- c. 640 a.C. - Fraortes subjuga a Pérsia.
- c. 635 a.C. - Os citas, liderados por Mádies, subjugam os medos.
- c. 615 a.C. - Após anos de dominação cita, Ciaxares lidera uma rebelião e derrota os citas.
- 615 a.C. - Os medos conquistam a província assíria de Arrapa e o território de Manai.
- 614 a.C. - Ciaxares conquista Tarbisu e Assur; casamento diplomático entre Nabucodonosor II e Amitis da Média.
- 612 a.C. - Ciaxares e seu aliado babilônico, o rei Nabopolassar, conquistam Nínive.
- 609 a.C. - Os medos conquistam Harã.
- 609−605 a.C. - Nesse período, Ciaxares provavelmente anexa o reino de Urartu na Armênia.[16]
- 605 a.C. - Vitória babilônica na Batalha de Carquemis, talvez auxiliada pelos medos.
- 585 a.C. - Após um eclipse que interrompe uma batalha entre medos e lídios, ambos os povos concluem um acordo de paz; Ciaxares morre e é sucedido por seu filho, Astíages.
- 553 a.C. - Eclosão da Revolta Persa.
- 552 a.C. - Vitória dos persas na Batalha de Hirba.
- 551 a.C. - Ciro resiste ao ataques dos medos na Batalha da Fronteira Persa.
- 550 a.C. - Derrota do exército de Astíages no cerco da colina de Pasárgada; vitória persa na Batalha de Pasárgada; Ciro conquista Ecbátana e estabelece o Império Aquemênida.